# Hydroptila sauca
Hydroptila sauca är en nattsländeart som beskrevs av Oliver S. Flint Jr. 1980. Hydroptila sauca ingår i släktet Hydroptila och familjen smånattsländor. Inga underarter finns listade i Catalogue of Life.